# Optical Network Termination
Pour les articles homonymes, voir ONT.

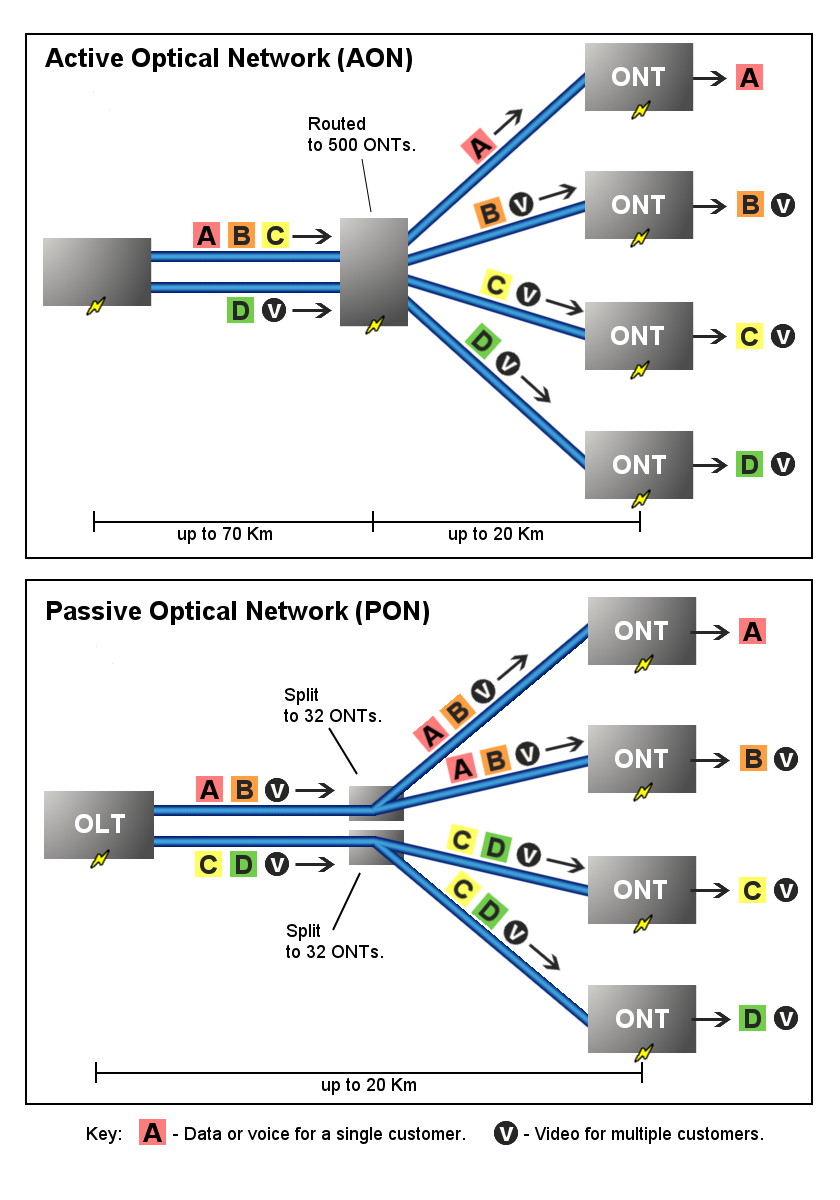
ONT dans des réseaux FTTH, passif (GPON) et actif.

Un optical network termination (ONT) (« terminaison de réseau optique »  en français), est un équipement de réseau optique employé pour le raccordement à Internet par fibre optique jusqu’au domicile (FTTH, fiber to the home) ; il incorpore la fonction d’accès aux terminaux de l’utilisateur et parfois la prise terminale optique (PTO) délimitant le réseau FTTH de l'opérateur.
Dans la technologie GPON, ONT et ONU sont généralement confondus dans le même équipement. Leurs fonctions sont définies par les normes UIT G.984.1, G.984.2, G.984.3 et G.984.4.
L'optical network termination assure l'adaptation optique-électrique et le filtrage des flux entrants et sortants destinés à l'abonné (dans un réseau PON/GPON, une seule fibre optique supporte le trafic multiplexé de plusieurs abonnés). Il a aussi pour rôle de servir de passerelle entre les protocoles FTTH/PON (côté fibre) et généralement Ethernet/IP (côté réseau utilisateur) et d'encapsuler les trames Ethernet de l'utilisateur pour les émettre, au moment autorisé, sur la fibre partagée d'un réseau GPON (et réciproquement en réception).